# Calotes nigrigularis
Calotes nigrigularis är en ödleart som beskrevs av  Hidetoshi Ota och HIKIDA 1991. Calotes nigrigularis ingår i släktet Calotes och familjen agamer. Inga underarter finns listade.